# Rhopalochernes antillarum
Espèce
Synonymes
- Chelifer antillarum With, 1908

Rhopalochernes antillarum est une espèce de pseudoscorpions de la famille des Chernetidae.

## Distribution
Cette espèce est endémique de Saint-Vincent à Saint-Vincent-et-les-Grenadines.

## Étymologie
Son nom d'espèce lui a été donné en référence au lieu de sa découverte, les Antilles.

## Publication originale
- With, 1908 : An account of the South-American Cheliferinae in the collections of the British and Copenhagen Museums. Transactions of the Zoological Society of London, vol. 18, p. 217-340 (texte intégral).